# 坤神星
坤神星（106 Dione）是一顆巨大的主帶小行星，是J.C.沃森在1868年10月10日發現的，並且依據希臘神話泰坦族的坤神命名為坤神星；但有時也會被當成希臘神話愛與美的女神阿芙羅狄蒂。它的成分可能類似於穀神星，被歸類為與木星軌道有2:1共振的海丘巴群小行星。
在1983年1月19日，在荷蘭、丹麥和德國觀測到坤神星掩蔽了一顆暗星，推斷出他的直徑是147 ± 3公里，與IRAS獲得的值相吻合。此外，质量为3.3×1018千克，公转周期为2059.923天。
IRAS進行的測量，坤神星的直徑是169.92 ± 7.86公里，並且幾何反照率是0.07 ± 0.01。相較)之下，史匹哲太空望遠鏡的MIPS光度計測量所得的直徑是168.72 ± 8.89，幾何反照率是0.07 ± 0.01。掩星觀測時的結果顯示直徑是176.7 ± 0.4公里。
在2004-2005年間，光度計的觀測顯示坤神星自轉週期是16.26 ± 0.02小時，光度則有0.08 ± 0.02星等的變化。
土星的一顆衛星，土衛四也有相同的名字，但音譯為戴翁尼。